# زيلينوغرادسكيي
زيلينوغرادسكيي (الروسية: Зеленоградский) هي مدينة في مقاطعة موسكو أوبلاست في روسيا. يبلغ عدد سكانها حوالي 1906 نسمة.